# Chlorophoneus multicolor
El bubú multicolor (Chlorophoneus kupeensis) es una especie de ave paseriforme de la familia Malaconotidae propia de África occidental y central.

## Distribución y hábitat
Se encuentra en África occidental y central, distribuido por el norte de Angola, Camerún, Costa de Marfil, Guinea Ecuatorial, Gabón, Ghana, Guinea, Liberia, Mali, Nigeria, República Centroafricana, República del Congo, República Democrática del Congo, Ruanda, Sierra Leona, Togo y Uganda. Su hábitat natural son los bosques húmedos de montaña. Está amenazado por la pérdida de hábitat.